# Chirocentrodon bleekerianus
Chirocentrodon bleekerianus là một loài cá vây tia được Felipe Poey mô tả đầu tiên năm 1867. Chúng thuộc họ Clupeidae.